# Așteptându-l pe Godot
Așteptându-l pe Godot  este o piesă de teatru în două acte de Samuel Beckett. A fost scrisă în 1948 și publicată în 1952 în Paris, la Éditions de Minuit.  Este parte din actualul teatru al absurdului. Așteptându-l pe Godot a avut prima reprezentație la 5 ianuarie 1953 la Théâtre de Babylone, Paris.
Versiunea în limba engleză a piesei are subtitlul „o tragicomedie în două acte”. Piesa este recunoscută ca fiind „cea mai influentă opera dramaturgică în limba engleză  a secolului XX”. Prima reprezentație în limba engleză a avut loc la 3 august 1955 la Londra.

## Prezentare
Două personaje, Vladimir și Estragon, așteptă la nesfârșit și în zadar sosirea cuiva numit Godot. Absența lui Godot a dat naștere la numeroase interpretări încă de la premiera piesei din 1953. Godot pare a fi cel mai probabil Dumnezeu, dar în același timp poate fi interpretat ca o eroare logică, o speranță deșartă, o salvare incertă sau chiar nimicul.

## Personaje
- Vladimir
- Estragon
- Pozzo
- Lucky
- Un băiat

## Teatru radiofonic
- 2006 - Traducerea: Gellu Naum, regia artistica: Gavriil Pinte. Cu actorii Dan Astilean, Constantin Cojocaru, Constantin Drăgănescu, Gheorghe Visu și Simona Popescu. Regia de studio: Milica Creiniceanu, regia muzicala: Stelica Muscalu, regia tehnica: ing. Luiza Mateescu, redactor și producător: Crenguta Manea [4]

## Ecranizări
Keep Films i-a făcut lui Beckett o ofertă de ecranizare a piesei de teatru cu Peter O'Toole într-ul rol principal, dar Beckett a declarat că nu dorește realizarea unui film Godot.
- Čekají na Godota, 1965, scurtmetraj de Juraj Jakubisko
- En attendant Godot (1989), film TV, regia Walter D. Asmus, cu Roman Polanski ca Lucy, Jean-François Balmer ca Estragon și Rufus ca Vladimir[6][7]
- Beckett Directs Beckett: Waiting for Godot by Samuel Beckett (1988) [8]